# 大野信三
大野 信三（おおの しんぞう、1900年 - 1997年）は、大正から昭和の日本の経済学者、教育者。明治大学商学部教授・商学部部長、創価大学経済学部教授・経済学部長、中央大学教授、立教大学教授。理論経済学の泰斗として知られる。

## 人物・経歴
1900年、北海道生まれ。
1921年（大正10年）、立教大学商科を卒業後、立教大学教授に就任。同年、留学生として渡欧し、ベルリン大学において経済学の研究に従事する。
熱心に研究活動を行っていたところ、立教大学より帰国するよう命じられ、1926年（大正15年）にシベリア鉄道経由で帰国するものの、なぜか大学教授の職を解かれてしまう。大野は当時病気のため、仕方なく郷里の北海道へ帰り、静養のかたわらで専攻科目の研究に没頭した。
1930年（昭和5年）に、大野は病もすっかり治り、上京することとなり、理解ある立教大学の恩師や校友らを始めとする多くの学生から、その篤学を慕って、大野の立教大学への教授への復職を求める運動が機会あるごとに起こった。しかし大学当局からの許可が出ず、大野は中央大学の教授に就任した。
その後、明治大学商学部教授となり、同大学商学部部長を務めた。
後に、創価大学経済学部教授となり、経済学部長を歴任した。

## 主な著作
- 『經濟思想史 上巻 社会科学大系2 ＜社會科學大系＞』リュヰス・ヘネー著,大野信三譯 而立社 1923年3月
- 『經濟思想史 下巻 社会科学大系2 ＜社會科學大系＞』リュヰス・ヘネー著,大野信三譯 而立社 1923年4月
- 『有閑階級論 社会科学大系11 ＜社會科學大系＞』ソーシタイン・ヴェブレン著,大野信三訳 而立社 1924年
- 『社會經濟學原論』カッセル著,大野信三訳 岩波書店 1926年
- 『経済学史綱要（經濟學史綱要）』敬文堂書店 1935年
- 『日本経済の新体制 - 日本国家新体制叢書　第一輯』 白揚社 1940年
- 『新経済機構はどうなる (一～四)』神戸新聞 第30巻 1940年8月18日
- 『日本經濟の新體制 : 其の機構の基礎的研究』白揚社 1940年10月
- 『戦時財政と物価及び増産問題』日本工業倶楽部 1941年
- 『経済学史』1941年
- 『アメリカ軍需工業の現在と将来　経済研究叢書第120集』日本工業倶楽部 1942年
- 『第二次世界大戦原因の政治・経済学的な研究』千倉書房 1943年
- 『今次大戦の終結期に関する一考察（日本講演888号）』日本講演協会 1944年
- 『賃銀の経済学 賃金理論と賃金体系の研究（労働民主シリーズ）』労働出版部 1948年
- 『共産主義の本質とその貸借対照表 : わだち　12巻11号別冊付録』日本通運 1949年
- 『社会主義と武装論 ジャン・ジョウレスの思想（組合読本）』武田薬工労働組合連合会 1951年
- 『現代経済社会の基本問題（民主日本文庫）』民主日本協会 1954年
- 『仏教社会・経済学説の研究』有斐閣 1956年
- 『民主的な福祉国家への道:これからの社会や経済に関する思考 ＜労働文化シリーズ＞』労働文化研究所 1961年
- 『貨幣の経済学』1962年
- 『現代経済学史』千倉書房 1964年
- 『仏教社会・経済学説の研究』有斐閣 1965年
- 『経済学原理 上巻』千倉書房 1966年
- 『経済学原理 下巻』千倉書房 1965年3月
- 『現代の資本主義と社会主義 : 附 帝国主義理論の再吟味』中央青年労働講座事務局 1966年10月
- 『佛教社会・経済学説の研究』有斐閣 1971年
- 『経済哲学 : 経済科学への序曲と終曲 第1分冊』千倉書房 1972年6月
- 『経済学史 上』創価大学出版会 1980年12月
- 『創立10周年記念論文集:イスラームの社会・経済思想に関する一つの考察』創立10周年記念論文集編集委員会 編 創価大学出版会 1980年11月
- 『経済学史 下』創価大学出版会 1980年12月
- 『社会経済学』千倉書房	1994年2月
- 『社会科学大系 第3巻』ルイス・ヘネー著,大野信三訳 日本図書センター 2008年5月
- 『社会科学大系 第4巻』ルイス・ヘネー著,大野信三訳 日本図書センター 2008年5月
- 『社会科学大系 第15巻』ソースティン・ヴェブレン著,大野信三訳 日本図書センター 2008年5月

## 教え子
- 鵜川武久 - 文京女子大学（現・文京学院大学）経営学部教授・経営学部長、文京学院副学長、富士短期大学（現・東京富士大学）経済学科教授、明治大学政治経済学部経済学科卒[7]
- 大崎洋 - 創価大学名誉教授・経済学部教授、明治大学商学部卒